# 東布魯克林 (康乃狄克州)
東布魯克林（英語：East Brooklyn）是位於美國康乃狄克州溫德姆縣的一個人口普查指定地區。

## 地理
東布魯克林的座標為41°47′44″N 71°53′54″W / 41.79556°N 71.89833°W，而該地最高點為海拔高度84米（即276英尺）。

## 人口
根據2010年美國人口普查的數據，東布魯克林的面積為4.30平方千米，當中陸地面積為4.20平方千米，而水域面積為0.10平方千米。當地共有人口1463人，而人口密度為每平方千米340人。